# Daniela Nutu
Daniela Nuţu-Gajic é uma jogadora de xadrez da Romênia, com diversas participações nas Olimpíadas de xadrez. Daniela participou das edições de 1978 a 1994 tendo conquistado cinco medalhas no total. Nas edições de 1980 e 1982 conquistou a medalha de ouro por participação individual no terceiro tabuleiro. Por equipes, conquistou a medalha de prata em 1982 e duas medalhas de bronze nas edições de 1984 e 1986 no terceiro e segundo tabuleiro respectivamente.